# 陈抗
陈抗（1923年8月—1992年6月13日），奉天蓋平县（今辽宁盖州市）人，中华人民共和国政治人物、外交官。1946年4月加入中国共产党。

## 生平
1945年，参加革命工作。1950年，进入中国人民大学外交系学习。1954年，调入外交部工作，先后在外交部亚洲司、驻蒙古大使馆、廖承志办事处驻东京联络事务所任职，后任驻日本大使馆参赞。1980年9月，出任中华人民共和国驻札幌总领事。1983年3月，出任中华人民共和国驻马来西亚大使。1985年，任中日友好协会副会长。1992年6月13日去世。